# Mount Hawea
Mount Hawea är ett berg i Antarktis. Det ligger i Östantarktis. Nya Zeeland gör anspråk på området. Toppen på Mount Hawea är 3 080 meter över havet, eller 299 meter över den omgivande terrängen. Bredden vid basen är 2,0 km.
Terrängen runt Mount Hawea är kuperad åt nordost, men åt sydväst är den bergig. Trakten är obefolkad. Det finns inga samhällen i närheten.